# Hochwald, Solothurn
Hochwald är en ort och kommun i distriktet Dorneck i kantonen Solothurn, Schweiz. Kommunen har 1 266 invånare (2023).